# Joey Mawson
Joseph «Joey» Mawson (Sídney, 27 de marzo de 1996) es un piloto australiano de automovilismo. Fue campeón de la ADAC Fórmula 4 en 2016 y de la S5000 Australia en 2021 y 2022. Actualmente está cumpliendo una suspensión de tres años por consumo de sustancias prohibidas por la Agencia Mundial Antidopaje.

## Carrera deportiva
Luego de ganar varios campeonatos nacionales de karting y ser segundo en el mundial de Rotax Junior Max, inició su carrera en monoplazas en 2014, en la F4 Francesa. Al año siguiente fue contratado por el equipo Van Amersfoort Racing (VAR) para competir en la ADAC Fórmula 4. Ese año finalizó tercero y al siguiente ganó el título, delante de Mick Schumacher.
Fue el subcampeón de la temporada 2016-17 de la MRF Challenge, detrás de Harrison Newey. En 2017, Mawson participó en la temporada de la Fórmula 3 Europea con VAR, siendo Pedro Piquet y Newey sus compañeros. Finalizó 13.º, habiendo subido una vez al podio.
Al año siguiente pasó a la GP3 Series con el equipo Arden International. Fue el único piloto del equipo en lograr podios (hizo dos) y quedó nuevamente 13.º en el clasificador final.
En 2019, si bien participó en una ronda de la Fórmula Regional Europea, se alejó de los monoplazas para disputar la Porsche Supercup con el Team Australia, y otras carreras de gran turismos. En 2020 compitió únicamente en la Copa Porsche Carrera Alemania.

### S5000 Australia
En 2021, Mawson volvió a su país natal para disputar el campeonato nacional de monoplazas de S5000. Con tres victorias y seis podios, ganó el título con 392 puntos contra 350 del subcampeón Tim Macrow. Al año siguiente, reclamó nuevamente el título, venciendo esta vez al subcampeón James Golding por más de 50 puntos.
En 2023, Mawson se dirigía a un nuevo título de S5000 cuando, a mitad de temporada, fue suspendido por no superar una prueba antidopaje. En ese momento, era líder con siete victorias en nueve carreras disputadas. En agosto del año siguiente, se confirmó su sanción de tres años debido al uso de meldonium, prohibido por la Agencia Mundial Antidopaje, que lo dejará fuera de las pistas hasta mayo de 2026.

## Vida personal
Mawson posee ascendencia peruana.

## Resultados

### Campeonato Europeo de Fórmula 3 de la FIA
(Clave) (negrita indica pole position) (cursiva indica vuelta rápida)

| Año  | Escudería             | 1       | 2        | 3       | 4        | 5        | 6         | 7         | 8        | 9         | 10      | 11      | 12      | 13        | 14       | 15       | 16      | 17       | 18       | 19       | 20       | 21      | 22      | 23      | 24       | 25       | 26      | 27      | 28       | 29       | 30      | Pos. | Puntos |
| ---- | --------------------- | ------- | -------- | ------- | -------- | -------- | --------- | --------- | -------- | --------- | ------- | ------- | ------- | --------- | -------- | -------- | ------- | -------- | -------- | -------- | -------- | ------- | ------- | ------- | -------- | -------- | ------- | ------- | -------- | -------- | ------- | ---- | ------ |
| 2017 | Van Amersfoort Racing | SIL 1 5 | SIL 2 11 | SIL 3 8 | MNZ 1 14 | MNZ 2 16 | MNZ 3 Ret | PAU 1 Ret | PAU 2 16 | PAU 3 Ret | HUN 1 4 | HUN 2 7 | HUN 3 8 | NOR 1 Ret | NOR 2 13 | NOR 3 11 | SPA 1 5 | SPA 2 10 | SPA 3 10 | ZAN 1 14 | ZAN 2 14 | ZAN 3 9 | NÜR 1 3 | NÜR 2 7 | NÜR 3 20 | RBR 1 18 | RBR 2 8 | RBR 3 7 | HOC 1 15 | HOC 2 15 | HOC 3 9 | 13.º | 83     |

### GP3 Series
(Clave) (negrita indica pole position) (cursiva indica vuelta rápida puntuable)
| Año  | Escudería           | 1   | 1   | 2   | 2   | 3   | 3   | 4   | 4   | 5   | 5   | 6   | 6   | 7   | 7   | 8   | 8   | 9   | 9   | Pos. | Puntos | Ref.   |
| ---- | ------------------- | --- | --- | --- | --- | --- | --- | --- | --- | --- | --- | --- | --- | --- | --- | --- | --- | --- | --- | ---- | ------ | ------ |
| 2018 | Arden International | BAR | BAR | LEC | LEC | SPI | SPI | SIL | SIL | BUD | BUD | SPA | SPA | MNZ | MNZ | SOC | SOC | YMC | YMC | 13.º | 38     | [ 14 ] |
| 2018 | Arden International | 16  | 15  | 7   | 3   | Ret | 10  | 9   | 13  | Ret | 18  | 8   | 17† | 12  | 12  | 8   | 2   | 20  | 9   | 13.º | 38     | [ 14 ] |